# Landesregierung Dörfler II
Die Landesregierung Dörfler II war die Kärntner Landesregierung zwischen dem Zeitpunkt ihrer Wahl am 31. März 2009 und dem Amtsantritt der Landesregierung Kaiser I am 28. März 2013. Auf Grund des Proporzsystems waren in der Landesregierung vier Vertreter der Freiheitlichen in Kärnten, zwei Vertreter der SPÖ sowie ein Vertreter der ÖVP vertreten. Gegenüber der Vorgängerregierung Dörfler I hatte die SPÖ nach der Landtagswahl 2009 einen Landesrat an das BZÖ  verloren, wodurch die einzige Frau aus der Landesregierung ausgeschieden war. Ende 2009 spaltete sich das BZÖ Kärnten von der Bundespartei ab und fungiert seither als eigenständige Partei Die Freiheitlichen in Kärnten (FPK).
Nachdem Peter Kaiser Landesparteiobmann der SPÖ Kärnten geworden war, übernahm er von seinem Vorgänger Reinhart Rohr auch die Position als Landeshauptmannstellvertreter. Für Rohr trat Beate Prettner in die Landesregierung ein. Nach dem Rücktritt von Josef Martinz auf Grund einer bevorstehenden Anklage in der sogenannten Causa Birnbacher-Honorar wurde Achill Rumpold am 19. Jänner 2012 zu seinem Nachfolger gewählt. Am 3. August 2012 gab auch Rumpold seinen Rücktritt bekannt. Sein Nachfolger als ÖVP-Landesrat wurde Wolfgang Waldner.

## Regierungsmitglieder
| Amt                                                     | Name             | Partei             | Referate |
| ------------------------------------------------------- | ---------------- | ------------------ | --- |
| Landeshauptmann                                         | Gerhard Dörfler  | FPK (bis 2009 BZÖ) | Straßenbau, Verkehr, Kinder und Familien, Sport, Katastrophenschutz, Innerer Dienst                                         |
| 1. Landeshauptmann-Stellvertreter seit 7. August 2012   | Kurt Scheuch     | FPK (bis 2009 BZÖ) | Bildung, Schule, Jugend, Naturschutz, Raumordnung, Nationalparks, Feuerwehren                                               |
| 2. Landeshauptmann-Stellvertreter                       | Peter Kaiser     | SPÖ                | Gesundheit |
| Landesrat                                               | Harald Dobernig  | FPK (bis 2009 BZÖ) | Finanzen, Kultur, Personal bzw. Sonderbedarfszuweisungen (gemeinsam mit Achill Rumpold)                                     |
| Landesrätin seit 12. April 2010                         | Beate Prettner   | SPÖ                | Frauen und Gleichbehandlung, Umwelt, Energie, Wasserwirtschaft, Umweltverträglichkeitsprüfungen                             |
| Landesrat seit 19. Jänner 2012                          | Achill Rumpold   | ÖVP                | Landwirtschaft, EU, Gewerbe, Tourismus, Wirtschaft, Gemeinden, Personal bzw. Sonderbedarfszuweisungen (mit Harald Dobernig) |
| Landesrat                                               | Wolfgang Waldner | ÖVP                | |
| Landesrat                                               | Christian Ragger | FPK (bis 2009 BZÖ) | Soziales, Jugend und Familien, Wohnungs- und Siedlungswesen, Bauwesen                                                       |
| Vorzeitig ausgeschiedene Mitglieder der Landesregierung |                  |                    | |
| 2. Landeshauptmann-Stellvertreter bis 12. April 2010    | Reinhart Rohr    | SPÖ                | Umwelt, Energie, Wasserwirtschaft                                                                                           |
| Landesrat bis Jänner 2012                               | Josef Martinz    | ÖVP                | Landwirtschaft, EU, Gewerbe, Tourismus, Wirtschaft, Gemeinden, Personal bzw. Sonderbedarfszuweisungen (mit Harald Dobernig) |
| 1. Landeshauptmann-Stellvertreter bis 7. August 2012    | Uwe Scheuch      | FPK (bis 2009 BZÖ) | Bildung, Schule, Jugend, Naturschutz, Raumordnung, Nationalparks, Feuerwehren                                               |